# Nectria chaetopsinae-penicillatae
Nectria chaetopsinae-penicillatae är en svampart som beskrevs av Samuels 1985. Nectria chaetopsinae-penicillatae ingår i släktet Nectria och familjen Nectriaceae.   Inga underarter finns listade i Catalogue of Life.